# 約克鎮區 (伊利諾伊州杜佩奇縣)
約克鎮區（英語：York Township）是位於美國伊利諾伊州杜佩奇縣的一個行政鎮區。

## 地方資料
根據2010年美國人口普查的數據，約克鎮區的面積為92.40平方千米，當中陸地面積為90.80平方千米，而水域面積為1.60平方千米。當地共有人口46727人，而人口密度為每平方千米505.7人。